# Грб Летонске ССР
Грб Летонске ССР је усвојен 21. марта 1940. године, од стране владе Летонске ССР. Грб с обе стране окружује сноп пшенице, симбол пољорпивреде. Море је приказ Балтичног мора, а иза њега залази сунце. Црвена звезда и срп и чекић симбол су победе комунизма.
Снопови пшенице обавијени су црвеном траком на којој је исписано гесло Совјетског Савеза „Пролетерси свих земаља, уједините се!“ на руском и летонском језику. На доњем делу траке написано је име државе на летонском језику, Latvijas PSR.
Грб је био на снази до 1990. године, када је замењен данашњим Грбом Летоније.